# Moraea umbellata
Moraea umbellata là một loài thực vật có hoa trong họ Diên vĩ. Loài này được Thunb. miêu tả khoa học đầu tiên năm 1787.